# 河合単
河合 単（かわい たん、1958年 - ）は、日本の漫画家。
本名は河合単（かわいひとえ）。男性。山形県山形市出身。中央大学商学部卒。大学在学中は漫画研究会に在籍し、この時の仲間に山田貴敏、みやすのんき（ひろもりしのぶ）、山本貴嗣らがいた。
卒業後銀行員になるが退職して漫画家を目指し『神のお恵み』（単行本未収録）でデビュー。

## 作品一覧

### 連載中
- らーめん再遊記（『ビッグコミックスペリオール』）

### 連載休止中
- 銀平飯科帳（『ビッグコミックスペリオール』）

### 連載終了
- スーパーちゃこ（『週刊少年マガジン』）
- ふらいんぐ!!MINAKO With WILDCATS（『週刊ヤングマガジン』）
- ツイスト（『ヤングマガジン海賊版』）
- 銀行員祥平がんばる!（『ミスターマガジン』）
- 雀ぐる放浪記いただきます！（『近代麻雀』）
- うんちくラーメン（『コミックフラッパー』）
- ラーメン発見伝（『ビッグコミックスペリオール』）
- らーめん才遊記（『ビッグコミックスペリオール』）